# Jinonice (metropolitana di Praga)
Jinonice è una stazione della linea B della metropolitana di Praga.

## Storia
La stazione, originariamente chiamata Švermova in onore di Jan Šverma, è stata attivata il 26 ottobre 1988, come parte del prolungamento della linea B tra Smíchovské nádraží e Nové Butovice. Nel 2017 è stata oggetto di una ristrutturazione.

## Strutture e impianti
La stazione è sotterranea ed è dotata di due binari, serviti da una banchina centrale.

## Servizi
- Biglietteria
- Servizi igienici

## Interscambi
- Fermata autobus (linee 137 e 149)[2]
- Stazione ferroviaria (Praga Jinonice, sullas linea S65 del servizio ferroviario suburbano di Praga)[2]